# Kirchlicher Dienst auf dem Lande der Evangelisch-lutherischen Landeskirche Hannovers

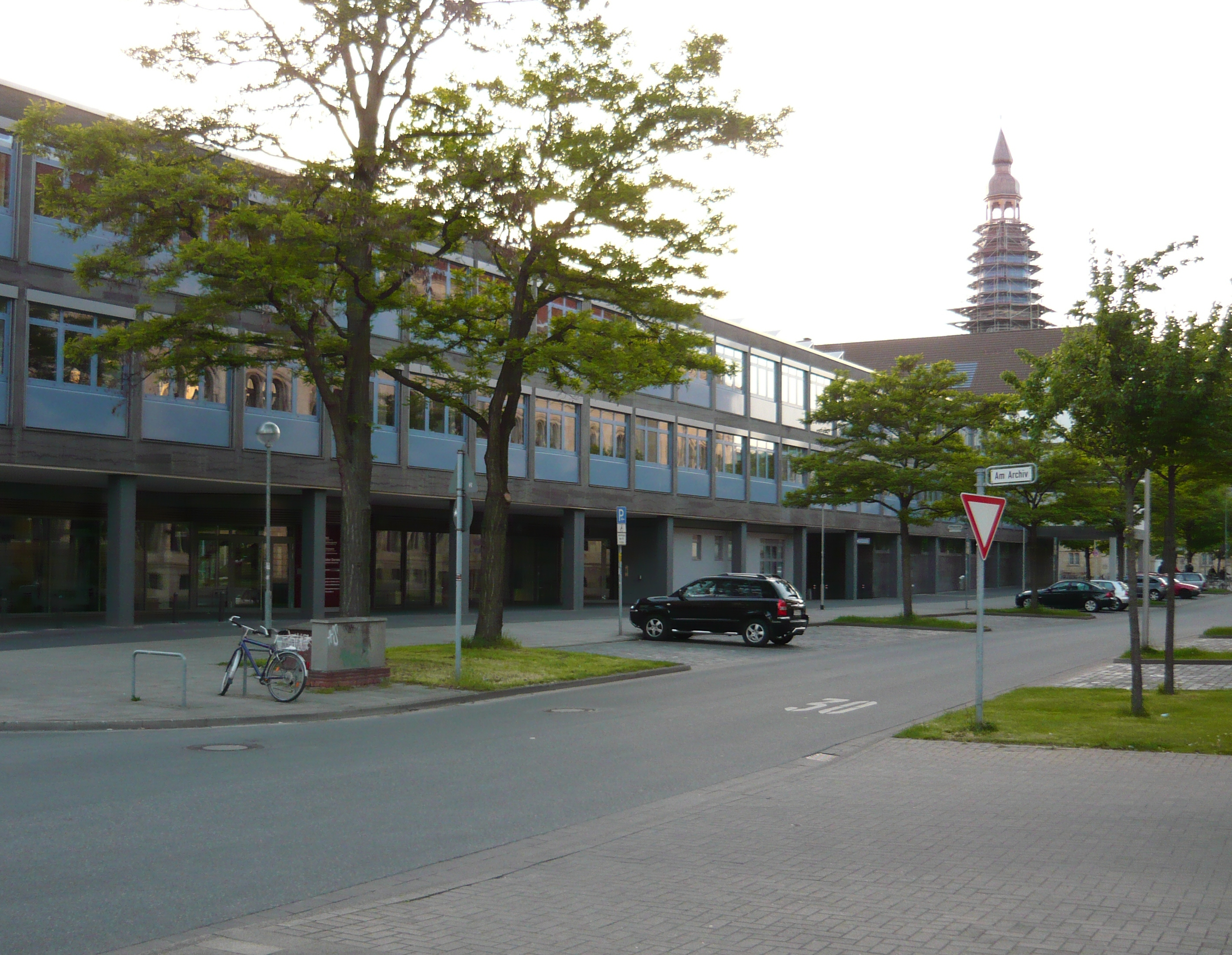
Haus kirchlicher Dienste der Evangelisch-lutherischen Landeskirche Hannovers, Archivstraße 3 Hannover, Sitz des KDL der ev.-luth. Landeskirche Hannovers im Haus kirchlicher Dienste

Der Kirchliche Dienst auf dem Lande (KDL) ist der Fachdienst für die Bereiche Ländlicher Raum und Landwirtschaft im Haus kirchlicher Dienste der Evangelisch-lutherischen Landeskirche Hannovers. Seit 2009 ist der KDL Arbeitsfeld im Fachbereich 6 des Hauses kirchlicher Dienste.

## Geschichte
Die Entwicklung des Kirchlichen Dienstes auf dem Lande geht bis in die Dorfkirchenbewegung während der Kaiserzeit zurück. In der Weimarer Republik entstanden die ersten Ländlichen Heimvolkshochschulen nach Vorbild Dänemarks. In den 1950er Jahren gründete sich die Arbeitsgemeinschaft für Dorfkirchlichen Dienst in der EKD. Im Herbst 1958 wurde der Arbeitsausschuss für den Dienst auf dem Lande in der EKD gegründet. 1959 gründete die Landeskirche Hannovers einen eigenen Arbeitsausschuss für den kirchlichen Dienst auf dem Lande, der im Amt für Gemeindedienst (heute: Haus kirchlicher Dienste) angesiedelt wurde. In dem  Ausschuss waren u. a. alle Leiter der HVHS'S der Landeskirche, ein Landessuperintendent, Vertreter des Amtes für Gemeindedienst und der Evangelischen Akademie Loccum vertreten. Bis 1998 war Der Kirchliche Dienst auf dem Lande Teil des Männerwerkes im Amt für Gemeindedienst. Von 2002 bis 2009 Fachgebiet  im Arbeitsbereich B Gemeinde ergänzende Dienste im AFG/HkD.
Seit 2009 bildet er mit dem Kirchlichen Dienst in der Arbeitswelt, dem Kirchlichen Dienst in Handwerk und Handel sowie dem Arbeitsgebiet Kirche und Umweltschutz der Landeskirche Hannovers den Fachbereich 6 Arbeitswelt und Wirtschaft im Haus kirchlicher Dienste.

## Aufgaben
Der Dienst ist zuständig für alle Fragen zum Thema Landwirtschaft, der Situation bäuerlicher Familien sowie der kirchengemeindlichen und regionalen Entwicklung im ländlichen Raum. Der KDL greift Probleme und Fragestellungen in Themengebieten wie der  Entwicklung von Kirche und Gemeindeleben im Dorf, Ökologische Landwirtschaft, Nutztierhaltung, Nachhaltigkeit, Landschaftsschutz, Naturschutz, Umgang mit natürlichen Ressourcen, Gentechnik oder Tierethik auf. Er gibt Stellungnahmen ab, hält den Kontakt zu Verantwortlichen in den Betrieben, Verbänden, zu Politik und Gesellschaft und berät die kirchenleitenden Organe der Landeskirche. Er arbeitet eng mit anderen Stellen in der Landeskirche, u. a. dem Umweltbeauftragten der Landeskirche, zusammen. Der KDL erstellt Arbeitsmaterialien, Broschüren, Arbeitshilfen und Handreichungen. Der Landespastor des KDL und ein Diplomingenieur stehen als Referenten zur Verfügung.
Der Kirchliche Dienst auf dem Lande ist über den Ausschuss für den Kirchlichen Dienst auf dem Lande der EKD (ADL) bundesweit vernetzt.